# ドンカーブート D8
ドンカーブート D8（英:Donkervoort D8）は、オランダの自動車メーカーであるドンカーブートが1993年からオランダのレリスタットで製造している超軽量ライトウエイトスポーツカーである。
1993年から1998年はフォード製のエンジンを搭載しているが、1999年以降のモデルは、ドイツの自動車メーカーであるアウディ製のエンジンを搭載している。